# Agnes de Anhalt-Dessau
Prințesa Frederica Amalia Agnes de Anhalt-Dessau (24 iunie 1824 – 23 octombrie 1897) a fost fiica cea mare a lui Leopold al IV-lea, Duce de Anhalt și a soției acestuia, Frederica Wilhelmina a Prusiei. A fost membră a Casei de Ascania prin naștere, și prin căsătoria cu Ernst I, Duce de Saxa-Altenburg, a devenit ducesă consort de Saxa-Altenburg.

## Biografie
Tatăl lui Agnes, Ducele Leopold, a fost fiul lui Frederic, Prinț Ereditar de Anhalt-Dessau și a soției acestuia, Amalie de Hesse-Homburg. Mama ei, Prințesa Frederica, a fost fiica Prințului Louis Carol al Prusiei (frate al regelui Frederic Wilhelm al III-lea al Prusiei) și a Prințesei Frederica de Mecklenburg-Strelitz.
Agnes a fost sora mai mare a lui Frederic I, Duce de Anhalt și a Mariei Anna, Prințesă Frederic Carol a Prusiei. Prin Maria Anna, Agnes a fost mătușa Elisabetei Anna, Mare Duce de Oldenburg și a Louise Margaret, Ducesă de Connaught și Strathearn.

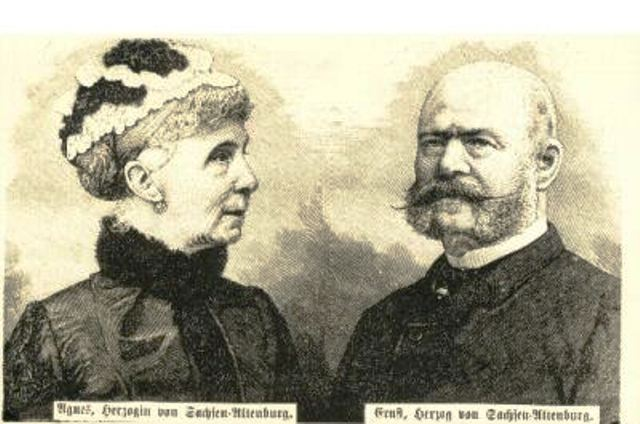
Agnes și soțul ei Ernst I, Duce de Saxa-Altenburg

La 28 aprilie 1853, Agnes s-a căsătorit cu Ernst de Saxa-Altenburg. El era fiul Ducelui Georg de Saxa-Altenburg și a Ducesei Marie Louise de Mecklenburg-Schwerin.
Agnes și Ernst au avut doi copii:
- Prințesa Marie Friederike Leopoldine Georgine Auguste Alexandra Elisabeth Therese Josephine Helene Sophie (2 august 1854 – 8 octombrie 1898); s-a căsătorit la 19 aprilie 1873 cu Prințul Albrecht al Prusiei.
- Prințul Georg Leopold Ernst Joseph Alexander Friedrich Ludwig Johann Albert (1 februarie 1856 – 29 februarie 1856).

Cum singurul lor fiu a murit în copilărie, ducatul urma să fie moștenit de vărul ducelui, Ernst. 
Agnes a fost privită ca o pictoriță cu talent.
Ca multe nobile din timpul ei, era interesată de caritate, în special de asistență medicală și de îngrijire a răniților în Războiul franco-prusac.
Agnes a murit la 23 octombrie 1897, la vârsta de 73 de ani. În orașul Altenburg, Agnesplatz a fost numit după ea.